# Andreï Guelassimov
Andreï Valerievitch Guelassimov (en russe : Андрей Валерьевич Геласимов), né le 7 octobre 1966 à Irkoutsk, est un auteur russe de littérature engagée.

## Biographie
Andreï Guelassimov a un parcours littéraire ; après des études de lettres aux universités d'Irkoutsk et de Moscou (thèse sur Oscar Wilde), il suit des cours de mise en scène à l'Institut d'études théâtrales de Moscou. Puis il enseigne la littérature anglo-américaine à l'université de Moscou, devient scénariste pour quelques fictions de télévision, avant de se consacrer entièrement à la littérature.
La Soif raconte l'histoire de Kostia, vétéran de la Guerre en Tchétchénie  qui, défiguré lors de l'attaque de son char, sombre dans l'alcoolisme, en ressort pour aider deux de ses anciens compagnons à en retrouver un troisième. Un livre qui ouvre sur une dimension psychologique apte à étayer les thèses pacifistes.
Andreï Guelassimov a remporté le prix du meilleur scénario lors de la 21e édition du Festival du cinéma russe à Honfleur pour le film La Soif de Dmitri Tiourine (Дмитрий Тюрин) (2013).

## Ses œuvres
- 2001 : Фокс Малдер похож на свинью
  - Traduction en français par Joëlle Dublanchet sous le titre Fox Mulder a une tête de cochon, paru en 2005 aux éditions Actes Sud,  (ISBN 274275394X).
- 2002 : Жажда
  - Traduction en français par Joëlle Dublanchet sous le titre La Soif, paru en 2004 aux éditions Actes Sud,  (ISBN 2742752463).
- 2003 : Рахиль
  - Traduction en français par Joëlle Dublanchet sous le titre Rachel, paru en 2010 aux éditions Actes Sud,  (ISBN 9782742782734).
- 2003 : Год обмана
  - Traduction en français par Joëlle Dublanchet sous le titre L'Année du Mensonge, paru en 2008 aux éditions Actes Sud,  (ISBN 2742793054). Prix Russophonie 2008.
- 2008 : Степные боги
  - Traduction en français par Michèle Kahn sous le titre Les Dieux de la steppe, paru en 2016 aux éditions Actes Sud,  (ISBN 978-2-330-06457-0).
- 2009 : Дом на Озёрной
  - La Maison du lac
- 2010 : Кольцо Белого Волка
  - L'Anneau du Loup Blanc

2020
"Rosa Vetov"
traduction en français par Raphaëlle  Pache sous le titre "La rose des vents" paru en 2021 aux Editions des Syrtes  (ISBN 9782940628957)